# Taylors Falls
Taylors Falls ist eine Kleinstadt (mit dem Status „City“) im Chisago County im Osten US-amerikanischen Bundesstaates Minnesota. Das U.S. Census Bureau hat bei der Volkszählung 2020 eine Einwohnerzahl von 1.055 ermittelt.
Taylors Falls ist Bestandteil der Metropolregion Minneapolis–Saint Paul.

## Geografie
Taylors Falls liegt im Westufer des St. Croix River, der die Grenze zu Wisconsin bildet. Die Stadt liegt im nördlichen Vorortbereich der Städte Minneapolis und Saint Paul auf 45°24′07″ nördlicher Breite und 92°39′09″ westlicher Länge. Taylors Falls erstreckt sich über 11,37 km², die sich auf 10,62 km² Land- und 0,75 km² Wasserfläche verteilen.
Benachbarte Orte von Taylors Falls sind St. Croix Falls (am gegenüberliegenden Ufer des St. Croix River in Wisconsin), Shafer (8,6 km westlich), Center City (13,5 km westlich) und Palmdale (9,7 km nordwestlich).
Das Stadtzentrum von Minneapolis liegt 82,3 km in südwestlicher Richtung; das Zentrum von Saint Paul, der Hauptstadt von Minnesota, befindet sich 78,7 km südsüdwestlich.

## Verkehr
In West-Ost-Richtung verläuft der U.S. Highway 8 durch das Stadtgebiet von Taylors Falls und quert an der Ostgrenze der Stadt über eine Brücke den St. Croix River nach Wisconsin. Alle weiteren Straßen innerhalb der Stadt sind untergeordnete Fahrwege oder innerstädtische Verbindungsstraßen.
Der nächste Flughafen ist der Minneapolis-Saint Paul International Airport (89,8 km südsüdwestlich).

## Demografische Daten
Nach der Volkszählung im Jahr 2010 lebten in Taylors Falls 976 Menschen in 413 Haushalten. Die Bevölkerungsdichte betrug 91,9 Einwohner pro Quadratkilometer. In den 413 Haushalten lebten statistisch je 2,35 Personen.
Ethnisch betrachtet setzte sich die Bevölkerung zusammen aus 94,4 Prozent Weißen, 0,6 Prozent Afroamerikanern, 0,7 Prozent amerikanischen Ureinwohnern, 2,5 Prozent Asiaten sowie 0,4 Prozent aus anderen ethnischen Gruppen; 1,4 Prozent stammten von zwei oder mehr Ethnien ab. Unabhängig von der ethnischen Zugehörigkeit waren 0,5 Prozent der Bevölkerung spanischer oder lateinamerikanischer Abstammung.
23,7 Prozent der Bevölkerung waren unter 18 Jahre alt, 60,2 Prozent waren zwischen 18 und 64 und 16,1 Prozent waren 65 Jahre oder älter. 51,4 Prozent der Bevölkerung war weiblich.

Das mittlere jährliche Einkommen eines Haushalts lag bei 41.625 USD. Das Pro-Kopf-Einkommen betrug 22.361 USD. 12,9 Prozent der Einwohner lebten unterhalb der Armutsgrenze.